# Euclides da Cunha Paulista
Euclides da Cunha Paulista – miasto i gmina w Brazylii, w stanie São Paulo. Znajduje się w mezoregionie Presidente Prudente i mikroregionie Presidente Prudente.